# Rey Ordóñez
Reynaldo Ordóñez Pereira (ur. 11 stycznia 1971) – kubański baseballista, który występował na pozycji łącznika.
W październiku 1993 podpisał kontrakt jako wolny agent z New York Mets i początkowo grał w klubach farmerskich tego zespołu, między innymi w Norfolk Tides, reprezentującym poziom Triple-A. W Major League Baseball zadebiutował 1 kwietnia 1996 w meczu przeciwko St. Louis Cardinals, w którym zaliczył uderzenie i zdobył runa. W sezonie 1999 ustanowił rekord MLB w liczbie kolejnych meczów (101) bez popełnienia błędu na pozycji łącznika. Jako zawodnik Mets trzykrotnie zdobył Rawlings Gold Glove Award. Po konflikcie z kibicami Mets w grudniu 2002 w ramach wymiany zawodników został oddany do Tampa Bay Devil Rays.
Grał jeszcze w Chicago Cubs. W listopadzie 2006 podpisał niegwarantowany kontrakt ze Seattle Mariners, ale nie zagrał w tym zespole żadnego meczu.
| Nagroda/wyróżnienie | Lata             | Źródło |
| 3× Gold Glove Award | 1997, 1998, 1999 | [ 1 ]  |